# Енджело Тейлор
Енджело Тейлор  (англ. Angelo Taylor, 30 серпня 1978) — американський легкоатлет, олімпійський чемпіон.

## Виступи на Олімпіадах
| Олімпіада   | Дисципліна                    | Місце     |
| ----------- | ----------------------------- | --------- |
| Сідней 2000 | біг на 400 метрів з бар'єрами | 1         |
| Сідней 2000 | естафета 4 x 400 метрів       | AC r3/3   |
| Афіни 2004  | біг на 400 метрів з бар'єрами | 4 h1 r2/3 |
| Пекін 2008  | біг на 400 метрів з бар'єрами | 1         |
| Пекін 2008  | естафета 4 x 400 метрів       | 1         |
| Лондон 2012 | біг на 400 метрів з бар'єрами | 5         |
| Лондон 2012 | естафета 4 x 400 метрів       | 2         |